# ماريو جالفاو
ماريو جالفاو (2 نوفمبر 1916 بقلمرية في البرتغال - ) هو لاعب كرة قدم برتغالي في مركز الدفاع. شارك مع منتخب البرتغال لكرة القدم. أما مع النوادي، فقد لعب مع سبورتينغ لشبونة ونادي بنفيكا.

## وصلات خارجية
- ماريو جالفاو على موقع قاعدة بيانات كرة القدم.إي يو (الإنجليزية)